# Parigi brucia?
Parigi brucia? (Paris brûle-t-il ?) è un film del 1966 diretto da René Clément, ispirato all'omonimo libro di Larry Collins e Dominique Lapierre.

## Trama
Parigi, agosto 1944, le truppe Alleate si stanno avvicinando velocemente alla capitale francese e l'OSS (servizio segreto statunitense) è venuto a conoscenza dell'intenzione di Hitler di distruggere, prima della ritirata delle truppe tedesche, le principali infrastrutture e tutti i simboli storici della città. All'operazione prendono parte il generale americano George Patton, il giovane dirigente della Resistenza Jacques Chaban-Delmas, il generale Leclerc al comando della 2ª divisione corazzata... Con la ritirata dei nazisti, all'interno della Resistenza nascerà la competizione tra comunisti e gollisti. In effetti, chiunque controlli Parigi dovrebbe essere in grado di controllare tutta la Francia. Anche i soldati tedeschi ricevettero l'ordine da Adolf Hitler di distruggere gran parte di Parigi prima di capitolare, facendo saltare in aria ponti e monumenti. Il piano tuttavia non sarà realizzato sia per l'insurrezione della resistenza francese che riuscì ad occupare la prefettura ed altri punti strategici della capitale, sia per la precisa volontà del governatore militare tedesco, il generale Dietrich von Choltitz, che il 25 agosto 1944 risparmiò la città,  contravvenendo all'ordine del Führer, che quindi venne liberata intatta dalla divisione corazzata del generale Leclerc,  disobbendendo ed arrendendosi incondizionatamente agli Alleati.

## Titolo
Il titolo del film deriva dalla domanda che Hitler fece telefonicamente, tentando di mettersi in comunicazione con Choltitz, impegnato a firmare la resa: Ist Paris verbrannt? (Parigi è bruciata?).